# Dobrewci (obwód Gabrowo)
Dobrewci (bułg. Добревци) – wieś w środkowej Bułgarii, w obwodzie Gabrowo, w gminie Trjawna. Według danych Narodowego Instytutu Statystycznego, 31 grudnia 2011 roku wieś liczyła 11 mieszkańców.